# Villano III
Arturo Díaz Mendoza (México, D.F., 21 de enero de 1953-21 de agosto de 2018) fue un luchador profesional mexicano, más conocido por su nombre en el ring como Villano III. Díaz era hijo de José Díaz Velázquez, conocido como Ray Mendoza. Al momento de su fallecimiento, Díaz trabajaba en los circuitos independientes de lucha libre en México.

## Carrera
Arturo Díaz nació en una familia de luchadores. Su padre, Ray Mendoza, era un luchador exitoso y sus dos hermanos mayores, José de Jesús y José Alfredo, habían comenzado en la lucha libre a principios de 1969, cuando Arturo tenía solo 17 años de edad. Arturo fue entrenado tanto por su padre como por Felipe Ham Lee, un amigo de la familia, antes de hacer su debut el 29 de enero de 1970 bajo el nombre de "Ray Rosas". Más tarde luchó como enmascarado con personajes como "Pulpo Blanco" y "Mancha Roja". También llegó a utilizar en un momento dado el nombre de "Búfalo Salvaje", nombre que también fue utilizado por sus hermanos mayores algún tiempo, los cuales lucharon como Búfalo Salvaje I y II. A finales de 1970 y a principios de 1971, sus hermanos mayores comenzaron a luchar como Villano I y Villano II, por lo que pronto establecieron el mote de Los Villanos como su nombre de facción, nombre que fue más utilizado por su hermano menor Raymundo.

## Vida personal
Arturo Mendoza fue el tercer hijo de José Díaz Velázquez y Lupita Mendoza. Sus hermanos, como él, se convirtieron en luchadores: José de Jesús (Villano I), José Alfredo (Villano II), Thomas (Villano IV) y Raymundo (Villano V). Además cuenta con un medio hermano que lucha como el Difunto I. Lupita Mendoza murió en 1986, su hermano José Alfredo murió en 1989, José de Jesús murió en 2002 y su padre José Díaz murió el 16 de abril de 2003. Ray Mendoza insistía en que sus hijos reciban una buena educación en lugar de convertirse en luchadores, deseando que se conviertan en abogados o médicos, ya que quería evitarles el sufrimiento físico que él mismo experimentó. Una vez que se dio cuenta de que sus dos hijos mayores habían comenzado en la lucha libre, accedió a entrenarlos y ayudarlos en su carrera de luchadores. También fue instructor en la formación del resto de sus hijos, aunque insistió en que ambos obtuvieran un título universitario antes de que se les permitiera comenzar en la lucha libre. Puesto que su hijo más joven Thomas terminó su educación, se convirtió en "Villano IV", mientras que Raymundo, el segundo hijo más joven, se convirtió en "Villano V".
Su pelea contra Atlantis en el 2000 es considerada como una de las mejores del pancracio. Villano III fue derrotado y despojado de su máscara.
Arturo Mendoza falleció el 21 de agosto de 2018, tras sufrir un infarto cerebral. Tenía 65 años.

## En lucha
- Movimientos finales y de firma
  - La Magistral (Arm wrench inside cradle)
  - Cristo Negro (Nelson invertida con cruceta a las piernas)
  - Media Cerrajera (Hammerlock)
  - DDT
  - Legdrop
  - Senton
- Apodos
  - "El Rey Arturo"
  - "La Pantera Rosa"

## Campeonatos y logros
- Comisión de Box y Lucha Libre de México, D.F.
  - Campeonato Nacional de Tríos (1 vez) - con Dos Caras & Villano V[4]
  - Campeonato Nacional Atómico (1 vez) - con Villano IV, Villano V & Pierroth Jr.[5]
- Asistencia Asesoría y Administración
  - Campeonato de Tríos de las Américas de la AAA (2 veces) - con Villano IV & Villano V[6]
  - Salón de la Fama AAA (2018)
- Consejo Mundial de Lucha Libre
  - Campeonato Mundial de Peso Semicompleto del CMLL (1 vez)[7]
- International Wrestling Revolution Group
  - Campeonato Intercontinental de Tríos de la IWRG (1 vez) - con Villano IV & Villano V[8]
- Universal Wrestling Association
  - Campeonato Mundial de Peso Semicompleto de la UWA (2 veces)[9]
  - Campeonato Mundial de Peso Completo Jr. de la UWA (1 vez)[10]
  - Campeonato Mundial de Peso Semicompleto Jr. de la UWA (1 vez)[11]
  - Campeonato Mundial de Peso Wélter de la UWA (1 vez)[12]
  - Campeonato de Peso Semicompleto de la WWF (7 veces)[13]
- World Wrestling Association
  - Campeonato Mundial de Tríos de la WWA (1 vez) - con Villano IV & Villano V[14]
- World Wrestling Council
  - Campeonato de Peso Completo de Puerto Rico de la WWC (2 veces)[15]

## Luchas de apuestas
| Apuesta    | Ganador                         | Perdedor                         | Lugar                            | Fecha                    |
| ---------- | ------------------------------- | -------------------------------- | -------------------------------- | ------------------------ |
| Máscara    | Villano III                     | Oso Polar I                      | Desconocido                      | Desconocido              |
| Máscara    | Villano III                     | Mr. Niebla (Original) el pupilo. | Desconocido                      | Desconocido              |
| Máscara    | Villano III                     | Oso Polar II                     | Desconocido                      | Desconocido              |
| Máscara    | Villano III                     | El Jaguar                        | Ciudad Juárez, Chihuahua         | Desconocido              |
| Cabellera  | Villano III                     | César Valentino                  | Desconocido                      | Desconocido              |
| Cabellera  | Villano III                     | Indio Vitela                     | Desconocido                      | Desconocido              |
| Cabellera  | Villano III                     | Rubén Rubio                      | Desconocido                      | Desconocido              |
| Cabellera  | Villano III                     | Toro Zúñiga                      | Desconocido                      | Desconocido              |
| Máscara    | Villano III                     | El Cuervo                        | Desconocido                      | Desconocido              |
| Cabellera  | Villano III                     | El Cuervo                        | Desconocido                      | Desconocido              |
| Cabellera  | Villano III                     | El Mariscal                      | Desconocido                      | Desconocido              |
| Cabellera  | Villano III                     | Roy Meneses                      | Desconocido                      | Desconocido              |
| Cabellera  | Villano III                     | Coloso Colosetti                 | Desconocido                      | Desconocido              |
| Cabellera  | Villano III                     | Centella Nolasco                 | Desconocido                      | Desconocido              |
| Cabellera  | Villano III                     | Carlos García                    | Desconocido                      | Desconocido              |
| Máscara    | Villano III                     | Orfeo Negro                      | Desconocido                      | Desconocido              |
| Máscara    | Villano III                     | El Fantasma de Hidalgo           | Desconocido                      | Desconocido              |
| Máscara    | Villano III                     | La Momia del Convento            | Desconocido                      | Desconocido              |
| Máscara    | Villano III                     | Mr. Dollar                       | Desconocido                      | Desconocido              |
| Máscara    | Villano III                     | El Médico I                      | Desconocido                      | Desconocido              |
| Máscara    | Villano III                     | Bestia Roja                      | Reynosa, Tamaulipas              | Desconocido              |
| Máscara    | Villano III                     | The Tempest                      | Desconocido                      | Desconocido              |
| Cabelleras | Villano III & Desconocido       | Los Hippies                      | Desconocido                      | Desconocido              |
| Máscaras   | Villano III & Búfalo Salvaje II | Los Ángeles Infernales           | Desconocido                      | Desconocido              |
| Máscaras   | Villano III & Desconocido       | Las Momias de Guanajuato         | Desconocido                      | Desconocido              |
| Cabellera  | Villano III                     | Rudy Espinosa                    | Estado de México                 | 22 de abril de 1973      |
| Máscara    | Villano III                     | La Cobra                         | Naucalpan, Estado de México      | 17 de febrero de 1974    |
| Cabellera  | Villano III                     | El Jabalí                        | Tampico, Tamaulipas              | 6 de mayo de 1974        |
| Cabellera  | Villano III                     | Ray Acosta                       | Naucalpan, Estado de México      | 4 de agosto de 1974      |
| Máscaras   | Villano III & El Matemático     | Los Hermanos Corzo               | Monterrey, Nuevo León            | 27 de septiembre de 1974 |
| Cabelleras | Villano III & El Matemático     | Los Hermanos Corzo               | Monterrey, Nuevo León            | Octubre de 1974          |
| Cabellera  | Villano III                     | Rudy Valentino                   | Tamaulipas                       | 12 de diciembre de 1974  |
| Máscara    | Villano III                     | Zebra Kid                        | Naucalpan, Estado de México      | 1975                     |
| Máscara    | Villano III                     | El Infernal II                   | Desconocido                      | 4 de febrero de 1975     |
| Máscara    | Villano III                     | Orquídea Negra                   | Desconocido                      | 25 de febrero de 1975    |
| Máscara    | Villano III                     | La Sombra                        | Desconocido                      | 6 de abril de 1975       |
| Máscara    | Villano III                     | El Desalmado                     | Desconocido                      | 13 de julio de 1975      |
| Cabellera  | Villano III                     | Lobo Rubio                       | Ciudad de México                 | 26 de julio de 1975      |
| Máscara    | Villano III                     | Máscara Negra                    | Monterrey, Nuevo León            | 10 de agosto de 1975     |
| Máscara    | Villano III                     | Estrella del Sur                 | Desconocido                      | 23 de noviembre de 1975  |
| Cabellera  | Villano III                     | Memo Ventura                     | Naucalpan, Estado de México      | 14 de diciembre de 1975  |
| Cabellera  | Villano III                     | Babe Face                        | Naucalpan, Estado de México      | 16 de junio de 1976      |
| Máscaras   | Villano III & Bobby Lee         | Los Escorpiones                  | Ciudad de México                 | 13 de agosto de 1978     |
| Cabellera  | Villano III                     | Alberto Muñoz                    | Veracruz, Veracruz               | 28 de abril de 1979      |
| Cabellera  | Villano III                     | Máquina Salvaje                  | Nezahualcóyotl, Estado de México | 7 de diciembre de 1979   |
| Cabellera  | Villano III                     | El Signo                         | Naucalpan, Estado de México      | 1 de agosto de 1983      |
| Cabellera  | Villano III                     | El Texano                        | Ciudad de México                 | 15 de agosto de 1983     |
| Máscaras   | Villano III & Desconocido       | Los Estudiantes                  | Ciudad de México                 | 20 de enero de 1983      |
| Máscara    | Villano III                     | El Fantasma del Himalaya         | Desconocido                      | 22 de julio de 1983      |
| Cabellera  | Villano III                     | El Perro Aguayo                  | Naucalpan, Estado de México      | 21 de agosto de 1983     |
| Máscara    | Villano III                     | Flama Roja                       | Ciudad Juárez, Chihuahua         | Mayo de 1987             |
| Máscara    | Villano III                     | Rambo                            | Naucalpan, Estado de México      | 25 de septiembre de 1987 |
| Máscaras   | Villano III & El Perro Aguayo   | The Black Powers                 | Naucalpan, Estado de México      | 5 de mayo de 1988        |
| Cabellera  | Villano III                     | Lockard                          | Nezahualcóyotl, Estado de México | 21 de octubre de 1988    |
| Máscara    | Villano III                     | Pegasus Kid                      | Naucalpan, Estado de México      | 3 de noviembre de 1991   |
| Cabellera  | Villano III                     | Rambo                            | Ciudad de México                 | 24 de septiembre de 1993 |
| Cabellera  | Villano III                     | El Signo                         | Puebla, Puebla                   | 25 de julio de 1994      |
| Máscara    | Villano III                     | El Mastodonte                    | Naucalpan, Estado de México      | 9 de febrero de 1999     |
| Máscara    | Villano III                     | Súper Astro                      | Tijuana, Baja California         | 25 de diciembre de 1999  |
| Máscara    | Atlantis                        | Villano III                      | Ciudad de México                 | 17 de marzo de 2000      |
| Cabellera  | Villano III                     | Máscara Año 2000                 | Ciudad de México                 | 4 de agosto de 2000      |
| Cabellera  | Villano III                     | Rambo                            | Naucalpan, Estado de México      | 21 de junio de 2001      |
| Cabellera  | Villano III                     | El Signo                         | Ciudad de México                 | 29 de julio de 2001      |
| Máscara    | Villano III                     | Súper Brazo                      | Cuernavaca, Morelos              | 28 de febrero de 2002    |
| Cabellera  | Villano III                     | Brazo de Oro                     | Naucalpan, Estado de México      | 8 de agosto de 2002      |
| Cabellera  | Villano III                     | Brazo de Plata                   | Nezahualcóyotl, Estado de México | 16 de septiembre de 2002 |
| Cabellera  | Villano III                     | Kraken                           | Ciudad de México                 | 15 de marzo de 2003      |
| Cabellera  | Villano III                     | Pirata Morgan                    | Reynosa, Tamaulipas              | 28 de octubre de 2003    |
| Máscara    | Villano III                     | El Cobarde II                    | Ciudad Juárez, Chihuahua         | 21 de marzo de 2004      |
| Máscara    | Villano III                     | Brazo de Oro                     | Naucalpan, Estado de México      | 11 de julio de 2004      |
| Cabellera  | Villano III                     | El Signo                         | Querétaro, Querétaro             | 13 de agosto de 2004     |
| Máscara    | Villano III                     | Veneno                           | Naucalpan, Estado de México      | 17 de octubre de 2004    |
| Cabellera  | Villano III                     | El Signo                         | Naucalpan, Estado de México      | 16 de enero de 2005      |
| Máscara    | Villano III                     | Súper Brazo                      | Tampico, Tamaulipas              | 14 de febrero de 2005    |
| Cabellera  | Villano III                     | Rambo                            | Acapulco, Guerrero               | 11 de junio de 2005      |
| Cabellera  | Villano III                     | Scorpio, Jr.                     | Xalapa, Veracruz                 | 1 de diciembre de 2005   |
| Cabellera  | Villano III                     | Brazo de Oro                     | Querétaro, Querétaro             | 3 de enero de 2006       |
| Cabellera  | Villano III                     | Brazo de Platino                 | Cuautitlán, Estado de México     | 16 de mayo de 2006       |
| Máscara    | Villano III                     | El Cobarde II                    | Pico Rivera, California          | 10 de marzo de 2007      |
| Máscara    | Atlantis                        | Villano III                      | Ciudad de México                 | 5 de mayo de 2007        |
| Cabellera  | Villano III                     | Mano Negra                       | Ciudad de México                 | 25 de noviembre de 2007  |
| Máscara    | Villano III                     | Scorpio, Jr.                     | Nezahualcóyotl, Estado de México | 26 de febrero de 2009    |